# Voetbalelftal van de Duitse Democratische Republiek in 1985
Het Voetbalelftal van de Duitse Democratische Republiek speelde in totaal twaalf officiële interlands in het jaar 1985, waaronder vijf duels in de kwalificatiereeks voor de WK-eindronde in Mexico (1986). De nationale selectie stond onder leiding van bondscoach Bernd Stange. Twee spelers kwamen in alle twaalf duels in actie: verdediger Ronald Kreer (Lokomotive Leipzig) en middenvelder Rainer Ernst (BFC Dynamo Berlin).

## Balans
| Wedstrijden | Wedstrijden | Wedstrijden | Wedstrijden | Doelpunten | Doelpunten | Doelpunten | Punten |
| Gespeeld    | Winst       | Gelijk      | Verlies     | Voor       | Tegen      | Saldo      | Punten |
| ----------- | ----------- | ----------- | ----------- | ---------- | ---------- | ---------- | ------ |
| 12          | 7           | 2           | 3           | 16         | 14         | +2         | 1.333  |

## Interlands
|                                                       |                                                             |       |                                |                                                                                           |
| 29 januari Vriendschappelijk № 225 «onderlinge duels» | Uruguay                                                     | 3 – 0 | Duitse Democratische Republiek | Estadio Centenario, Montevideo Toeschouwers: 80.000 Scheidsrechter: Juan Cardellino (URU) |
| 29 januari Vriendschappelijk № 225 «onderlinge duels» | Carlos Aguilera 37' Jorge da Silva 78' Enzo Francescoli 84' |       |                                | Estadio Centenario, Montevideo Toeschouwers: 80.000 Scheidsrechter: Juan Cardellino (URU) |

|                                                       |                                      |       |                                                    |                                                                                   |
| 6 februari Vriendschappelijk № 226 «onderlinge duels» | Ecuador                              | 2 – 3 | Duitse Democratische Republiek                     | Estadio Modelo, Guayaquil Toeschouwers: 26.000 Scheidsrechter: Elías Jácome (ECU) |
| 6 februari Vriendschappelijk № 226 «onderlinge duels» | Hermen Benitez 17' Hamilton Cuvi 83' |       | 34' Rainer Ernst 40' Andreas Thom 55' Rainer Ernst | Estadio Modelo, Guayaquil Toeschouwers: 26.000 Scheidsrechter: Elías Jácome (ECU) |

|                                                     |                 |       |                                |                                                                                           |
| 13 maart Vriendschappelijk № 227 «onderlinge duels» | Algerije        | 1 – 1 | Duitse Democratische Republiek | Stade du 1er Novembre 1954, Batna Toeschouwers: 40.000 Scheidsrechter: Amar Gothari (ALG) |
| 13 maart Vriendschappelijk № 227 «onderlinge duels» | Hocine Yahi 50' |       | 84' Bernd Schulz               | Stade du 1er Novembre 1954, Batna Toeschouwers: 40.000 Scheidsrechter: Amar Gothari (ALG) |

|                                                  |                      |       |                                |                                                                                     |
| 6 april WK-kwalificatie № 228 «onderlinge duels» | Bulgarije            | 1 – 0 | Duitse Democratische Republiek | Vasil Levski Stadion, Sofia Toeschouwers: 47.396 Scheidsrechter: Franz Wöhrer (AUT) |
| 6 april WK-kwalificatie № 228 «onderlinge duels» | Stoicho Mladenov 87' |       |                                | Vasil Levski Stadion, Sofia Toeschouwers: 47.396 Scheidsrechter: Franz Wöhrer (AUT) |

|                                                     |                                |       |           |                                                                                               |
| 17 april Vriendschappelijk № 229 «onderlinge duels» | Duitse Democratische Republiek | 1 – 0 | Noorwegen | Stadion der Freundschaft, Frankfurt (Oder) Toeschouwers: 6.000 Scheidsrechter: Jan Hora (TCH) |
| 17 april Vriendschappelijk № 229 «onderlinge duels» | Andreas Krause 50'             |       |           | Stadion der Freundschaft, Frankfurt (Oder) Toeschouwers: 6.000 Scheidsrechter: Jan Hora (TCH) |

|                                                  |                                                                               |       |                                |                                                                             |
| 8 mei Vriendschappelijk № 230 «onderlinge duels» | Denemarken                                                                    | 4 – 1 | Duitse Democratische Republiek | Parken, Kopenhagen Toeschouwers: 19.500 Scheidsrechter: Arto Ravander (FIN) |
| 8 mei Vriendschappelijk № 230 «onderlinge duels» | Michael Laudrup 6' Michael Laudrup 67' John Lauridsen 79' Klaus Berggreen 82' |       | 84' Uwe Zötzsche               | Parken, Kopenhagen Toeschouwers: 19.500 Scheidsrechter: Arto Ravander (FIN) |

|                                                           |                                                       |       |                    |                                                                                           |
| 18 mei WK-kwalificatie № 231 «onderlinge duels» 15:00 uur | Duitse Democratische Republiek                        | 3 – 1 | Luxemburg          | Karl-Liebknecht-Stadion, Potsdam Toeschouwers: 9.000 Scheidsrechter: Charles Scerri (MLT) |
| 18 mei WK-kwalificatie № 231 «onderlinge duels» 15:00 uur | Ralf Minge 19' Ralf Minge 38' Rainer Ernst 45' (pen.) |       | 76' Robert Langers | Karl-Liebknecht-Stadion, Potsdam Toeschouwers: 9.000 Scheidsrechter: Charles Scerri (MLT) |

|                                                        |           |                 |                                |                                                                                     |
| 14 augustus Vriendschappelijk № 232 «onderlinge duels» | Noorwegen | 0 – 1           | Duitse Democratische Republiek | Ullevaal Stadion, Oslo Toeschouwers: 10.500 Scheidsrechter: Steen Erik Jensen (DEN) |
| 14 augustus Vriendschappelijk № 232 «onderlinge duels» |           | 17' Ulf Kirsten |                                | Ullevaal Stadion, Oslo Toeschouwers: 10.500 Scheidsrechter: Steen Erik Jensen (DEN) |

|                                                       |                                   |       |           |                                                                                  |
| 11 september WK-kwalificatie № 233 «onderlinge duels» | Duitse Democratische Republiek    | 2 – 0 | Frankrijk | Zentralstadion, Leipzig Toeschouwers: 78.000 Scheidsrechter: Pietro d'Elia (ITA) |
| 11 september WK-kwalificatie № 233 «onderlinge duels» | Rainer Ernst 53' Ronald Kreer 81' |       |           | Zentralstadion, Leipzig Toeschouwers: 78.000 Scheidsrechter: Pietro d'Elia (ITA) |

|                                                       |                 |       |                                   |                                                                                      |
| 28 september WK-kwalificatie № 234 «onderlinge duels» | Joegoslavië     | 1 – 2 | Duitse Democratische Republiek    | JNA Stadion, Belgrado Toeschouwers: 45.000 Scheidsrechter: Velodi Miminoshvili (URS) |
| 28 september WK-kwalificatie № 234 «onderlinge duels» | Haris Škoro 83' |       | 47' Andreas Thom 59' Andreas Thom | JNA Stadion, Belgrado Toeschouwers: 45.000 Scheidsrechter: Velodi Miminoshvili (URS) |

|                                                     |           |       |                                |                                                                                 |
| 16 oktober WK-kwalificatie № 235 «onderlinge duels» | Schotland | 0 – 0 | Duitse Democratische Republiek | Hampden Park, Glasgow Toeschouwers: 41.000 Scheidsrechter: Joseph Worrall (ENG) |
| 16 oktober WK-kwalificatie № 235 «onderlinge duels» |           |       |                                | Hampden Park, Glasgow Toeschouwers: 41.000 Scheidsrechter: Joseph Worrall (ENG) |

|                                                      |                                      |       |                  |                                                                                               |
| 16 november WK-kwalificatie № 236 «onderlinge duels» | Duitse Democratische Republiek       | 1 – 0 | Bulgarije        | Ernst-Thälmann-Stadion, Karl-Marx-Stadt Toeschouwers: 32.000 Scheidsrechter: Jan Keizer (NED) |
| 16 november WK-kwalificatie № 236 «onderlinge duels» | Uwe Zötzsche 4' Matthias Liebers 40' |       | 39' Russi Gochev | Ernst-Thälmann-Stadion, Karl-Marx-Stadt Toeschouwers: 32.000 Scheidsrechter: Jan Keizer (NED) |

## Statistieken
| René Müller        | 1959-02-11 | Lokomotive Leipzig | 11 | 0 | 0 | 19  | 0 |
| Jörg Weißflog      | 1956-10-12 | Wismut Aue         | 1  | 1 | 0 | 5   | 0 |
| Verdediging        |            |                    |    |   |   |     |   |
| Ronald Kreer       | 1959-11-10 | Lokomotive Leipzig | 12 | 0 | 1 | 33  | 2 |
| Frank Rohde        | 1960-03-02 | BFC Dynamo Berlin  | 9  | 2 | 0 |     |   |
| Uwe Zötzsche       | 1960-09-15 | Lokomotive Leipzig | 8  | 1 | 2 | 22  | 2 |
| Hans-Jürgen Dörner | 1951-01-25 | Dynamo Dresden     | 7  | 0 | 0 | 100 | 9 |
| Matthias Döschner  | 1958-01-12 | Dynamo Dresden     | 6  | 1 | 0 |     |   |
| Hans-Uwe Pilz      | 1958-11-10 | Dynamo Dresden     | 5  | 0 | 0 | 17  | 0 |
| Carsten Sänger     | 1962-11-08 | Rot-Weiß Erfurt    | 5  | 0 | 0 | 6   | 0 |
| Andreas Krause     | 1957-07-30 | FC Carl Zeiss Jena | 3  | 0 | 1 | 3   | 1 |
| Dirk Stahmann      | 1958-03-23 | 1. FC Magdeburg    | 2  | 0 | 0 | 25  | 1 |
| Andreas Trautmann  | 1959-05-12 | Dynamo Dresden     | 1  | 1 | 0 | 9   | 0 |
| Axel Schulz        | 1959-05-20 | Hansa Rostock      | 0  | 1 | 0 |     |   |
| Middenveld         |            |                    |    |   |   |     |   |
| Rainer Ernst       | 1961-12-31 | BFC Dynamo Berlin  | 12 | 0 | 4 |     |   |
| Matthias Liebers   | 1958-11-22 | Lokomotive Leipzig | 9  | 1 | 1 |     |   |
| Jörg Stübner       | 1965-07-23 | Dynamo Dresden     | 9  | 1 | 0 |     |   |
| Ralf Minge         | 1960-10-08 | Dynamo Dresden     | 8  | 0 | 2 |     |   |
| Wolfgang Steinbach | 1954-09-21 | 1. FC Magdeburg    | 2  | 1 | 0 | 28  | 1 |
| Christian Backs    | 1962-08-26 | BFC Dynamo Berlin  | 2  | 0 | 0 | 9   | 1 |
| Steffen Krauß      | 1965-03-21 | Wismut Aue         | 2  | 0 | 0 | 2   | 0 |
| Michael Glowatzky  | 1960-07-01 | FC Karl-Marx-Stadt | 0  | 3 | 0 |     |   |
| Uwe Weidemann      | 1963-06-14 | Rot-Weiß Erfurt    | 0  | 2 | 0 |     |   |
| Andreas Bielau     | 1958-08-27 | FC Carl Zeiss Jena | 0  | 1 | 0 |     |   |
| Aanval             |            |                    |    |   |   |     |   |
| Andreas Thom       | 1965-09-07 | BFC Dynamo Berlin  | 11 | 0 | 3 | 14  | 3 |
| Ulf Kirsten        | 1965-12-04 | Dynamo Dresden     | 7  | 0 | 1 | 7   | 1 |
| Bernd Heun         | 1958-05-26 | Rot-Weiß Erfurt    | 0  | 3 | 0 |     |   |
| Bernd Schulz       | 1960-02-12 | BFC Dynamo Berlin  | 0  | 2 | 1 | 3   | 1 |
| Olaf Marschall     | 1966-03-19 | Lokomotive Leipzig | 0  | 1 | 0 | 1   | 0 |